# Роман Михайлович (князь белозерский)
Рома́н Миха́йлович по прозвищу Романчук (ум. около 1339) — удельный князь Белозерский (1314—1339).
Младший сын князя Михаила Глебовича и младшей дочери святого князя Фёдора Ростиславича Чёрного. Имел старшего брата, князя Фёдора Михайловича.

## Биография
Получил в правление Белозерское княжество в зрелом возрасте после смерти своего брата Фёдора Михайловича.
О Романе Михайловиче летописи упоминают только однажды: в 1338 или 1339 году, из-за интриг Ивана Калиты, ездил вместе с князем Ярославским Василием Давидовичем в Орду к Узбек-хану, где, возможно, погиб.
С. М. Соловьёв высказал догадку, что при нём именно Белозерский удел был куплен Иваном Калитою на таких условиях, которые до известного времени оставляли за князьями Белозерскими права князей самостоятельных.
От брака с неизвестной он имел двух сыновей: бездетного Фёдора, погибшего в 1380 году в Куликовской битве и Василия родоначальника княжеского рода Сугорские, при которых начал дробиться Белозерский удел.

## Печать Романа Михайловича
Известны  четыре экземпляра печатей Романа Михайловича. Три найдены на археологических раскопках, одна была в коллекции Ю.В. Голотюка.

### Описание печати
На одной стороне в пять строк надпись: Печать Романова Миханловоча. На оборотной стороне: Изображение святого всадника с копьем, скачущего влево. Все четыре печати оттиснуты одной матрицей.

## Критика
М.Г. Спиридов приводит данные об участии князя Романа Михайловича в походе великого московского князя Дмитрия Ивановича Донского на Великое Тверское княжество в 1375 году, где служилые князья приняли участие в осаде Твери.